# Universiteitsbibliotheek van Amsterdam
De Universiteitsbibliotheek van Amsterdam (UBA) is de hoofdvestiging van de Bibliotheek UvA / HvA, een dienst die de bibliotheekvoorziening voor zowel de Hogeschool van Amsterdam als de Universiteit van Amsterdam verzorgt.
Het complex bevindt zich aan het Singel, vlak bij de Heiligeweg en het Koningsplein. Op 500 meter afstand van de UBA Singel bevindt zich het Allard Pierson Museum (AP), het museum en het kennisinstituut voor de erfgoedcollecties van de UvA. Het Allard Pierson is onderdeel van de Bibliotheek UvA / HvA. Naast de semipermanente tentoonstelling Van Nijl tot Amstel over 10.000 jaar cultuurgeschiedenis zijn er tijdelijke tentoonstellingen te zien. In het AP zijn ook werkgroepenruimtes te vinden en in de Onderzoekzaal kan iedereen op afspraak de collecties raadplegen.
Verder over de stad verspreid zijn er nog 14 locaties van de Bibliotheek UvA / HvA, waaronder het IWO-boekendepot op het Amsterdam UMC-terrein in Amsterdam Zuidoost, waar ruim 90 kilometer aan boeken en andere materialen staan.

## Collectie
In de loop der jaren heeft de UBA vele belangrijke collecties ontvangen, zoals de collectie van Leeser Rosenthal met betrekking tot de Joodse cultuurgeschiedenis, nu bekend als de Bibliotheca Rosenthaliana. Tijdens de Tweede Wereldoorlog werd deze bibliotheek geconfisqueerd en naar Duitsland verscheept. Enkele van de meest waardevolle werken waren echter in de Artis Bibliotheek ondergebracht. Na de oorlog is de Bibliotheca Rosenthaliana vrijwel ongeschonden aan de UBA teruggegeven.
De Artis Bibliotheek is zelf ook onderdeel van de UBA. Verder is er een omvangrijke kaartencollectie en zijn er collecties over de geschiedenis van het boekenvak, grafische vormgeving en typografie, en kerk- en religiegeschiedenis. De UBA bevat ook een belangwekkende collectie materiaal over Suriname, in 1995 8.000 titels omvattend.

## Geschiedenis
De grondslag voor de bibliotheek werd gelegd in 1578, na de Alteratie, toen de boeken en manuscripten van de rooms-katholieke kerkelijke instellingen in Amsterdam werden samengevoegd tot een voor iedereen toegankelijke bibliotheek. Oorspronkelijk bevond deze "stadsboekerij" zich in de Nieuwe Kerk, om in 1632 (bij de oprichting van het Athenaeum Illustre, voorloper van de huidige UvA) op de zolder van de Agnietenkapel te worden ondergebracht.
In de 19e eeuw was de collectie zo groot geworden (en de Agnietenkapel zo bouwvallig) dat het op verschillende andere locaties werd gehuisvest, tot de bibliotheek in 1881 het pand aan Singel 421 betrok, de voormalige Handboogdoelen, ook wel Garnalendoelen of Sint-Sebastiaansdoelen genoemd. Bij een restauratie in 1968 kwam veel van het oorspronkelijke vroeg-16e-eeuwse gebouw weer tevoorschijn, waaruit bleek dat de UBA mogelijk het oudste metselwerk en de enige laat-middeleeuwse schouw van de stad bevat. Op de begane grond van het pand bevindt zich de Doelenzaal, die in gebruik is als aula voor lezingen, colleges, vergaderingen, promoties en ontvangsten.
De panden aan Handboogstraat 16 en 18 werden in 1919 bij de bibliotheek gevoegd, gevolgd door het voormalige Stads-Bushuis (stedelijk arsenaal) aan Singel 423 met een gevel van Hendrick de Keyser uit 1609. Tijdens de Tweede Wereldoorlog werd dit gebouw – dat later dienstdeed als koninklijke stallen – met schriftelijke toestemming van de naar Londen gevluchte koningin Wilhelmina bij de bibliotheek betrokken. 
Tijdens de Tweede Wereldoorlog was de UBA, net als de meeste universitaire bibliotheken in Nederland, gewoon geopend, en toonde de bibliotheek tentoonstellingen als "Het Duitse wetenschappenlijke boek".
Het hoofdgebouw aan Singel 425 stamt uit 1966. Op deze plek stonden oorspronkelijk de Voetboogdoelen en later de 19e-eeuwse rooms-katholieke Sint-Catharinakerk. In 1939 werd de kerk afgebroken en bleef het terrein leeg tot midden jaren zestig, toen het nieuwe hoofdgebouw van de hand van architect J. Leupen voor de universiteitsbibliotheek werd neergezet. Dit moderne gebouw werd vaak genoemd als een van de lelijkste van Amsterdam en een voorbeeld van "koffieautomatenarchitectuur".
Het entreegebied van het Allard Pierson en de zalen over de klassieke oudheid tot aan Amsterdam in de middeleeuwen, bevinden zich in het classicistische gebouw dat oorspronkelijk dienst deed als hoofdkantoor van De Nederlandsche Bank. In 2020 is hier een nieuwbouwvleugel geopend, binnen de rooilijnen van het gebouw en grenzend aan het Turfdraagsterspad. In deze afdeling is onder meer een deel van de verzameling gipsen gepresenteerd. Een ander deel van het Allard Pierson, waaronder de tentoonstellingszalen over Amsterdam Creatieve Stad en de Onderzoekzaal, bevindt zich in een door Philips Vingboons ontworpen pand uit 1642, en in het ernaast gelegen Sint-Bernardusgesticht uit 1842-'43. De restauratie van de panden begon in 2004, en in mei 2007 verrichtte koningin Beatrix de officiële opening.
In 2008 verhuisden de collecties van de UvA departementen Mediastudies, Theaterwetenschap en Wijsbegeerte van de Nieuwe Doelenstraat en het Binnengasthuisterrein naar het UBA-hoofdgebouw aan het Singel. De verzamelingen aan de Nieuwe Doelenstraat werden per dekschuit over het water verplaatst.
Op 30 juni 2025 werd het hoofdgebouw aan Singel 425 gesloten voor publiek. De vervangende nieuwe bibliotheek op het terrein van het Binnengasthuis opent in september 2025 haar deuren. De vestigingen op het Roeterseiland en het Science Park blijven in de zomermaanden geopend.
|  |  |

## Bibliothecarissen

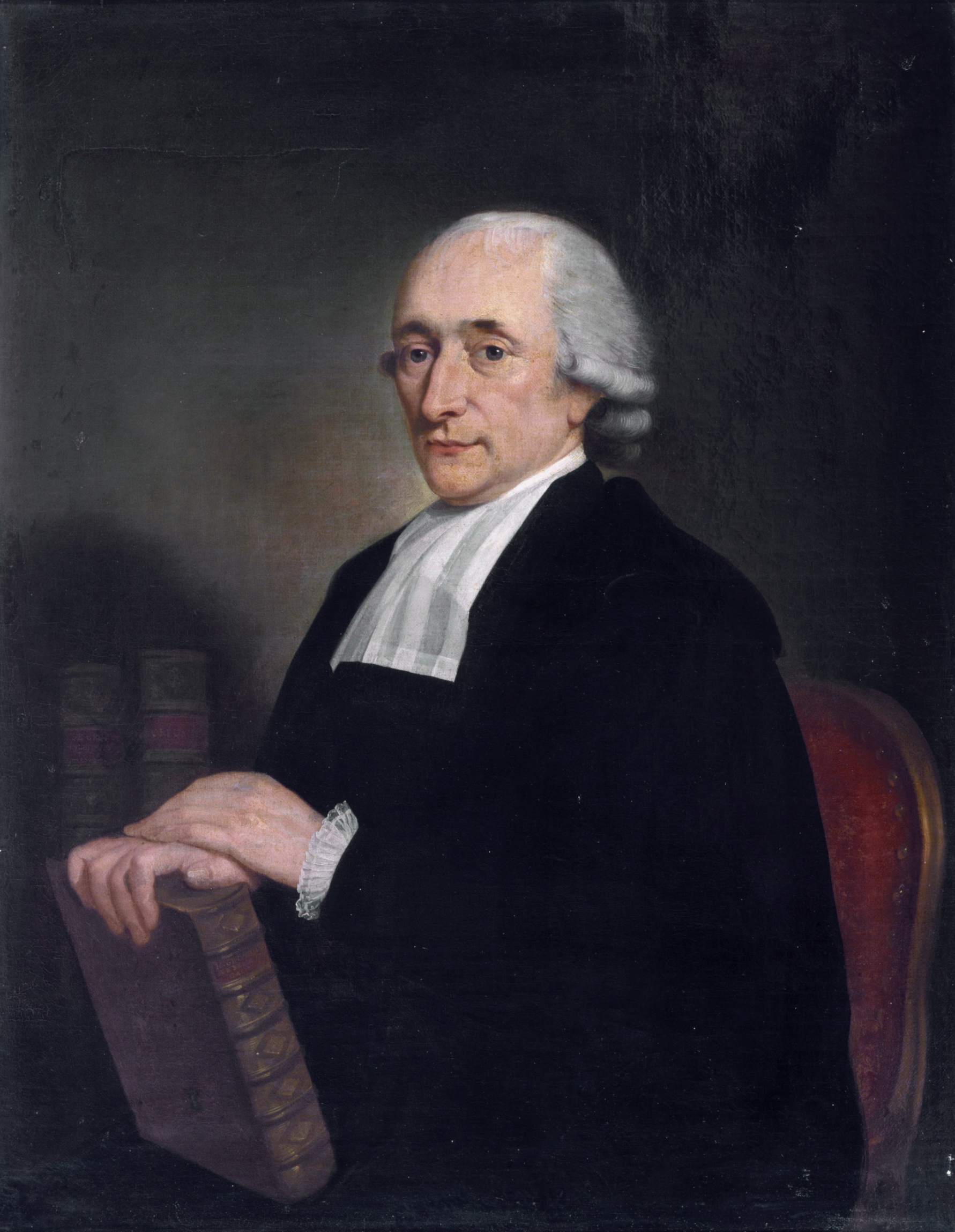
Hendrik Constantijn Cras (1739-1820) door Adriaan de Lelie (1755-1820)

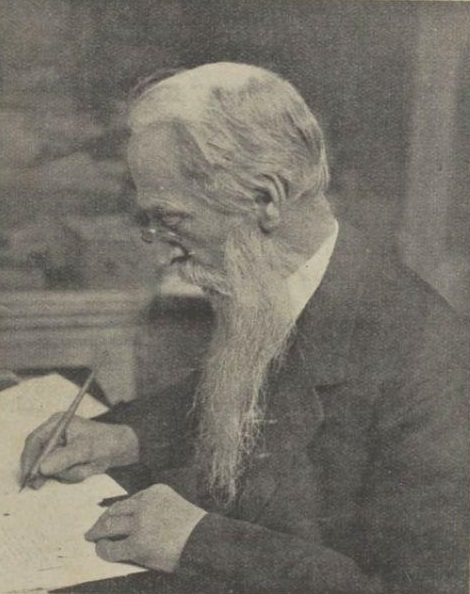
Combertus Pieter Burger (1858-1936)

- Mr. Peter Vekemans van Meerhout (?-1603)
- Matthew Slade (Sladus) (1603-1628)
- Dionisius Vossius (1631-1633)
- Matthaeus Vossius (1633?-1646)
- Isaac Vossius (1646-1648)
- Prof. dr. Arnoldus Senkward (1648-1667)
- Ds. Johannes Heydanus (1667-1670)
- Prof. dr. Gerardus Leonardus Blasius (1670-1682)
- Ds. Cornelis Danckerts (1682-1693)
- Ds. Petrus Schaak (1693-1708)
- Vier opeenvolgende burgemeesters van Amsterdam (1708-1748):
Mr. Quirijn van Strijen, mr. Jan Trip, mr. Jan van de Poll, mr. Jan Six
- Ds. Cornelis Houthoff (1748-1752)
- Prof. dr. Pieter Burman II (1752-1777)
- Jan Hendrik Verheyk (1778?-1784)
- Prof. dr. Hendrik Constantijn Cras (1785-1820)
- Prof. dr. David Jacob van Lennep (1820-1853)
- Pieter Anton Tiele (1853-1858)
- Ds. David J. Lodeesen (1858-1862)
- Pieter de Holl Jr. (1862-1878)
- Prof. dr. Hendrik Cornelis Rogge (1878-1890)
- Dr. mr. Combertus Pieter Burger Jr. (1890-1924)
- Dr. Tietse Pieter Sevensma (1924-1928)
- Prof. dr. Johann Samuel Theissen (1929-1935)
- Dr. Johan Berg (1936-1940)
- Prof. mr. Herman de la Fontaine Verwey (1941-1969)
- Prof. dr. Sape van der Woude (1969-1976)
- Prof. dr. Ernst Braches (1977-1988)
- Drs. B. Cohen (interim-bibliothecaris 1988)
- Drs. Norbert P. van den Berg (1988-1997)
- Drs. Nol (A.J.H.A.) Verhagen (1997-2013)
- Drs. Maria A.M. Heijne (2013-2019)
- Dr. Bert Zeeman (waarnemend directeur 2019-2020)
- Dr. G.J.M. (Gerard) Nijsten (2020-2023)
- Prof. dr. F.P. (Fred) Weerman (waarnemend directeur 2023-2025)
- Dr. Carlos Reijnen (2025-)